# (74824) Tarter
(74824) Tarter es un asteroide perteneciente al cinturón de asteroides, descubierto el 12 de octubre de 1999 por Charles W. Juels desde el Observatorio Astronómico de Fountain Hills, Fountain Hills (Arizona), Estados Unidos.

## Designación y nombre
Designado provisionalmente como 1999 TJ16. Fue nombrado por Jill Tarter (nacida en 1944) quien busca inteligencia extraterrestre en el Instituto SETI utilizando radiotelescopios mientras ocupa la Cátedra Bernard M. Oliver para SETI. Su carrera inspiró a Carl Sagan a escribir Contacto. También ha animado a miles de personas a colaborar con el Instituto SETI utilizando sus ordenadores domésticos.

## Características orbitales
Tarter está situado a una distancia media del Sol de 2,380 ua, pudiendo alejarse hasta 2,809 ua y acercarse hasta 1,952 ua. Su excentricidad es 0,180 y la inclinación orbital 3,627 grados. Emplea 1341,20 días en completar una órbita alrededor del Sol.
Pertenece a la familia de asteroides de (135) Hertha.

## Características físicas
La magnitud absoluta de Tarter es 15,89. Tiene 4,075 km de diámetro y su albedo se estima en 0,082.